# Kicsi, de nagyon erös
Kicsi, de nagyon erös é um filme de drama húngaro de 1989 dirigido e escrito por Ferenc Grunwalsky. Foi selecionado como representante da Hungria à edição do Oscar 1990, organizada pela Academia de Artes e Ciências Cinematográficas.

## Elenco
- Sándor Gáspár - Bogár Pál
- Ágnes Csere - Zsuzsa
- János Bán - Béla
- Péter Blaskó - Nyomozó
- Zoltán Mucsi - Juszuf
- István Mészáros - Törpe